# 国立政治大学
国立政治大学（こくりつせいじだいがく、英語: National Chengchi University 、公用語表記: 國立政治大學）は、台北市文山区指南路2段64番に本部を置く中華民国の国立大学。1954年創立、1954年大学設置。大学の略称は政治大学、政大、NCCU。
同校は、中国国民党の幹部の育成を目的に1927年南京で創設された中央党務学校をルーツに持つ。そのため、地元では「党校」の愛称で親しまれている。台湾連合大学システムおよび台湾EUセンター7大学連盟の一校。

## 概観

### 大学全体
2005年10月9日に教育部より発表されたトップ大学計画の12校に選定され、国際競争力を有す大学への転進を目標に積極的な施設建設や人材育成への投資が実施されている。
日本台湾交流協会は政大を台湾の7名門大学の1校に紹介した。

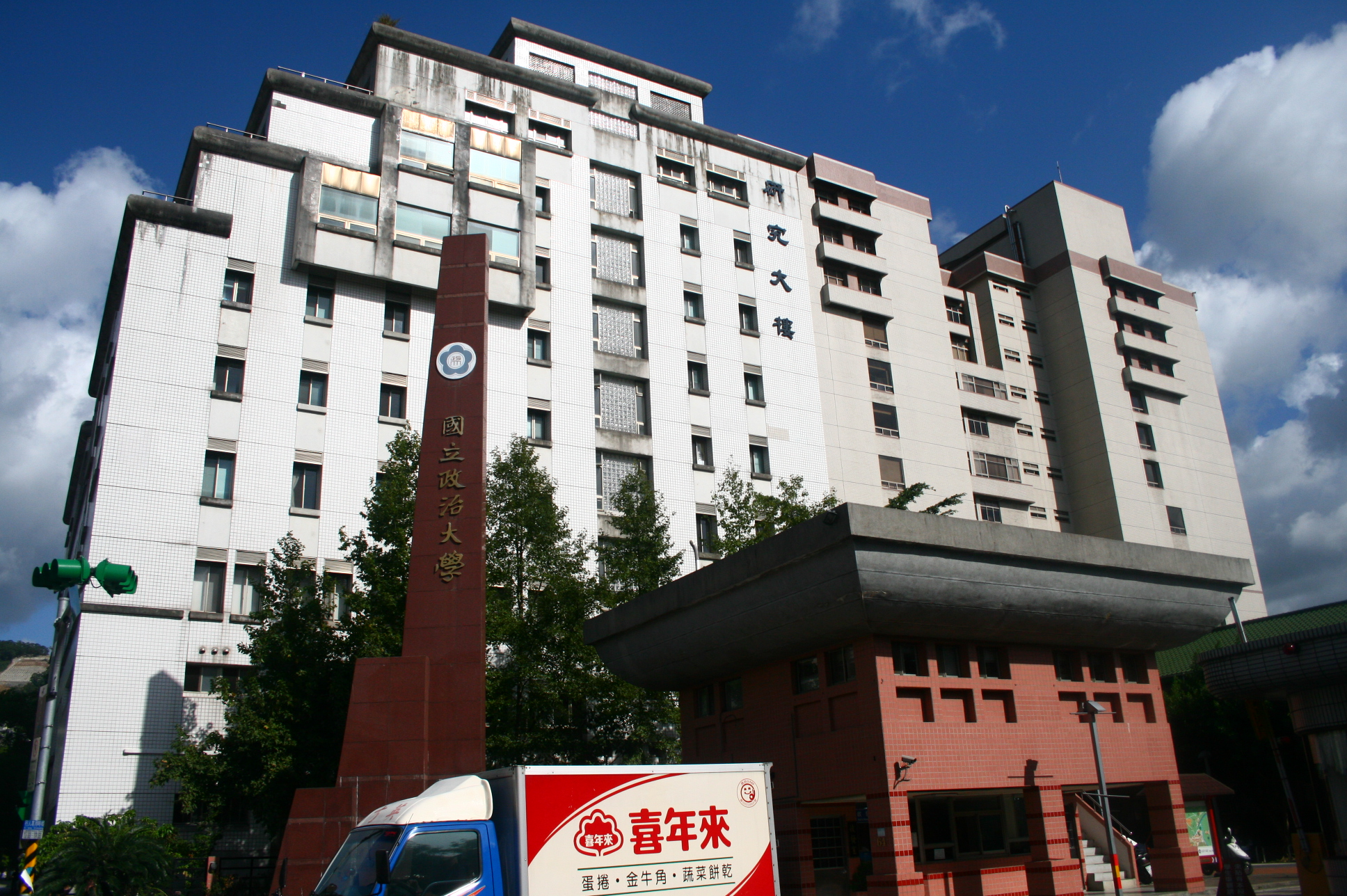
台北市，国立政治大学ゲート
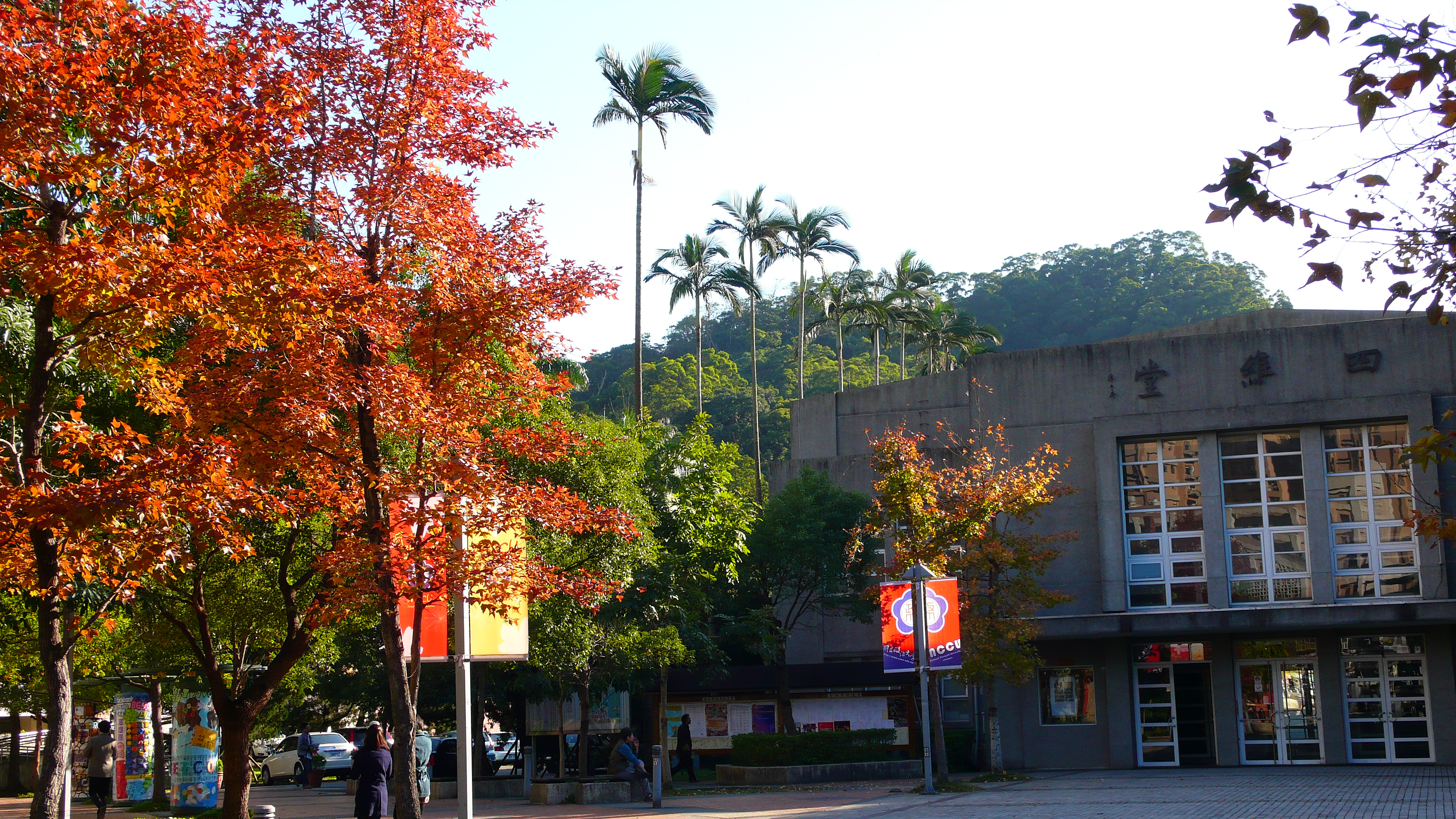
政治大学四維堂
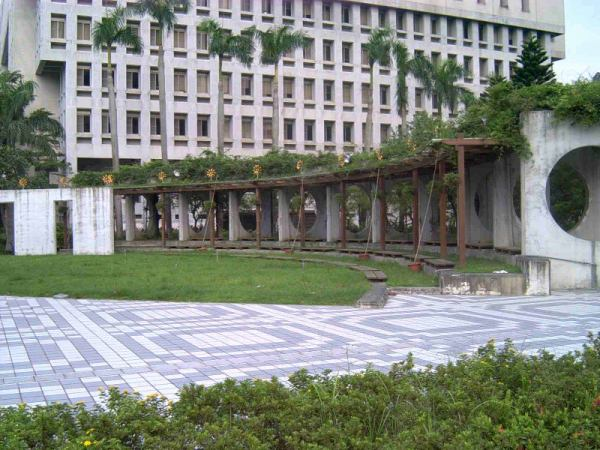
ローマ広場
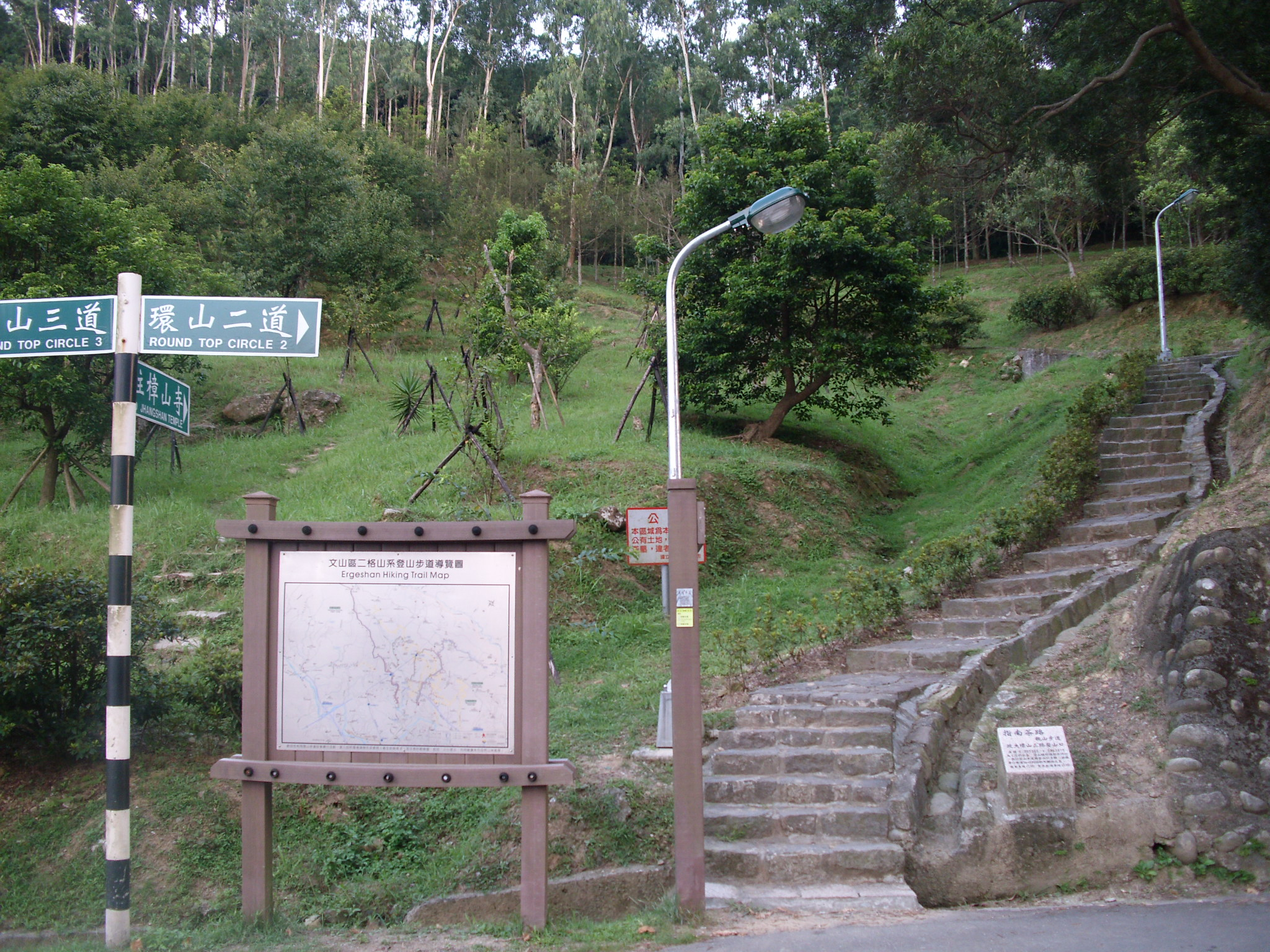
キャンパスビュー
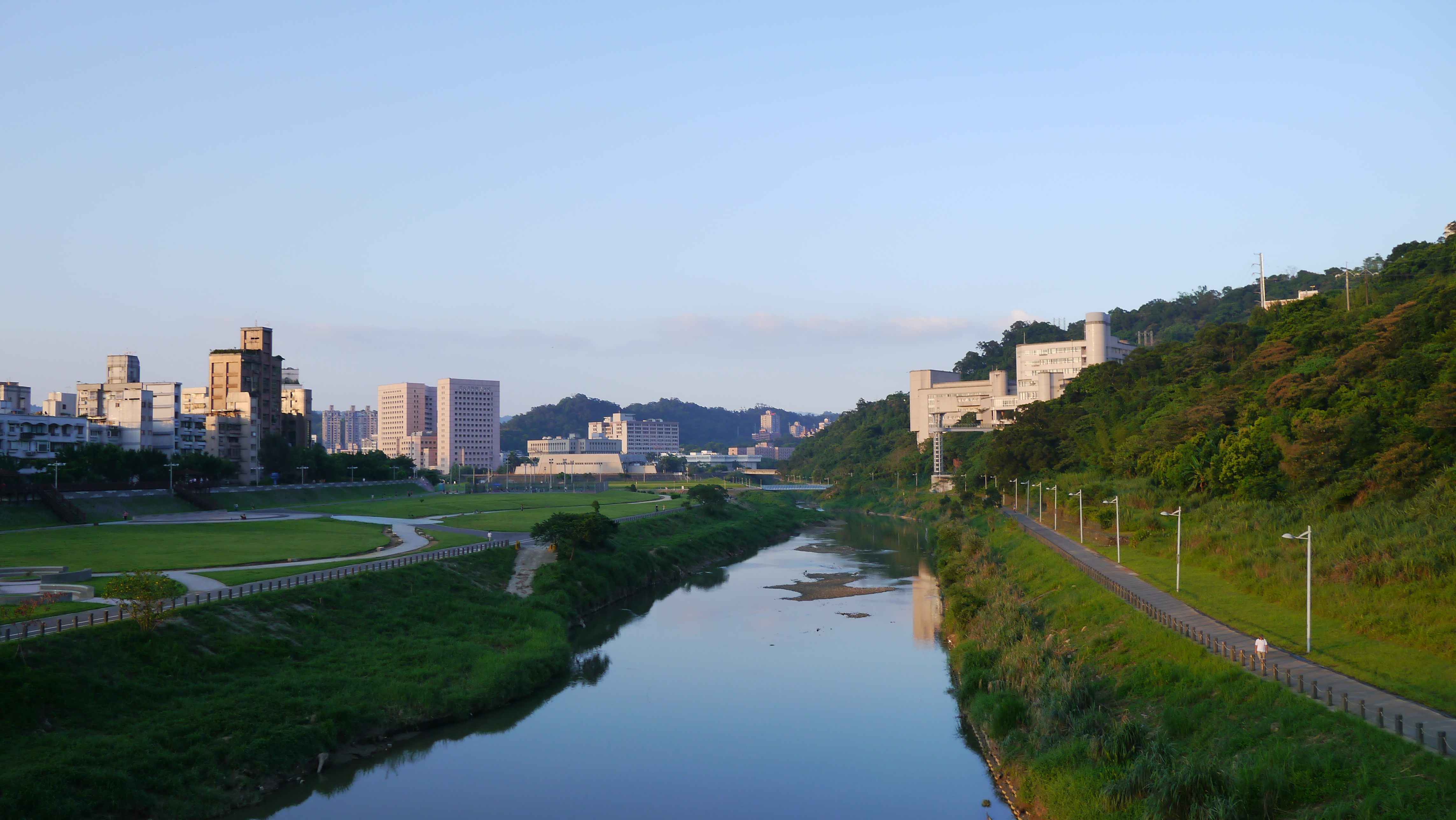
キャンパスビュー

### 校章
校章梅をかたどったデザインで、国旗である青天白日満地紅旗の三色を使用している。これらは、国家のための人材育成を象徴している。校訓は「親愛精誠」である。

### 建学理念、学風および特色
1927年に中華民国国民政府により南京市で設立され、主に政府高官や外交官の育成を目的としていた。創立当初は、公共行政学、政治学、外交学などの分野に特化していたが、次第に社会科学や人文学、管理学など多様な分野へと拡大していった。
1949年の国共内戦後、国立政治大学は台湾に移転し、1954年に台北市で正式に復校した。台湾における社会科学と管理学のリーダー校として、政治大学は中国の人民大学や日本の一橋大学に相当する存在であり、法学、商学、経済学、社会学などに強みを持っている。
歴史の中で、政治大学は複数の変革と発展を遂げ、当初の政府人材育成機関から、学術研究と社会貢献を重視する総合大学へと進化してきた。また、政治大学の卒業生は台湾のニュース・メディア、外交界、政府部門において大きな影響力を持ち、特に政府部門では「政大幇」と呼ばれるネットワークが形成されている。
公式サイトには、政治大学が台湾の学術界において重要な地位を占め、国際的にも評価される大学として、多くの学生にとって憧れの学府となっていると記述されている。

## キャンパス
| キャンパス       | アドレス                       |
| ---------------- | ------------------------------ |
| 文山キャンパス   | 11605台北市文山区指南路2段64番 |
| 指南キャンパス   | 11666台北市文山区万寿路36番    |
| 化南キャンパス   | 11666台北市文山区新光路1段     |
| 国際関係センター | 11666台北市文山区万寿路64番    |
| ビジネスセンター | 10642台北市大安区金華街187番   |

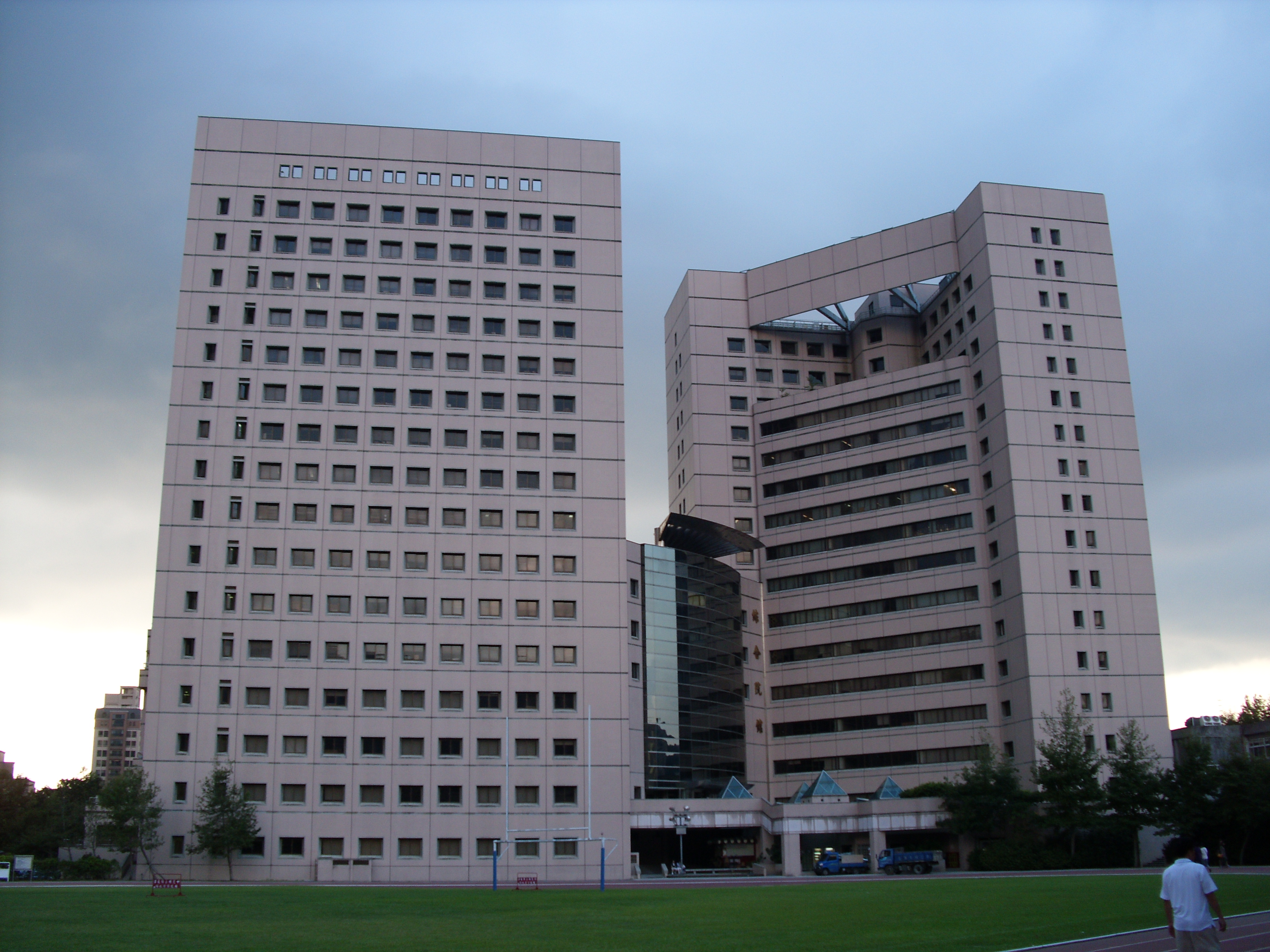
政治大学法学部と社会科学部
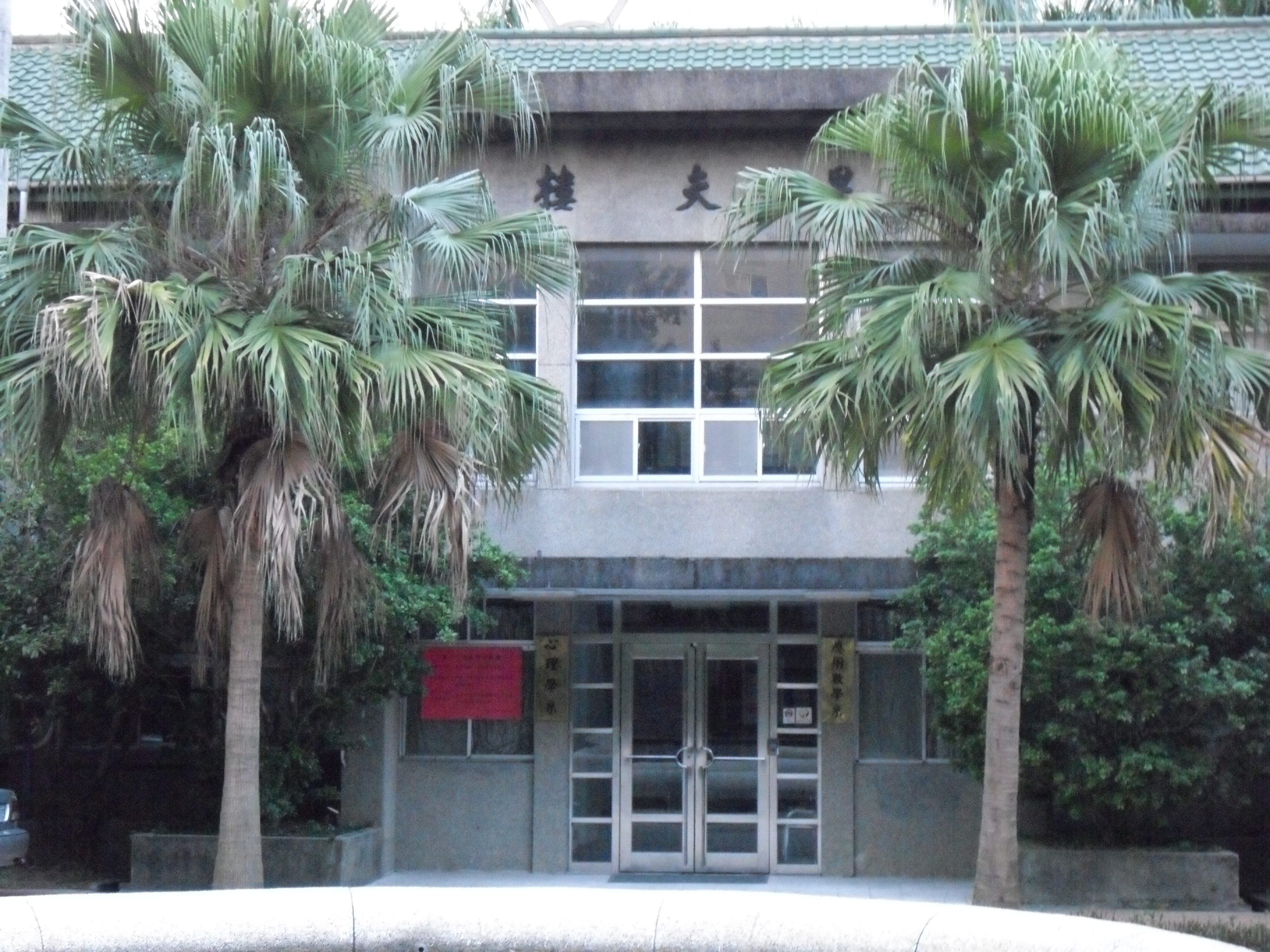
政治大学理学部
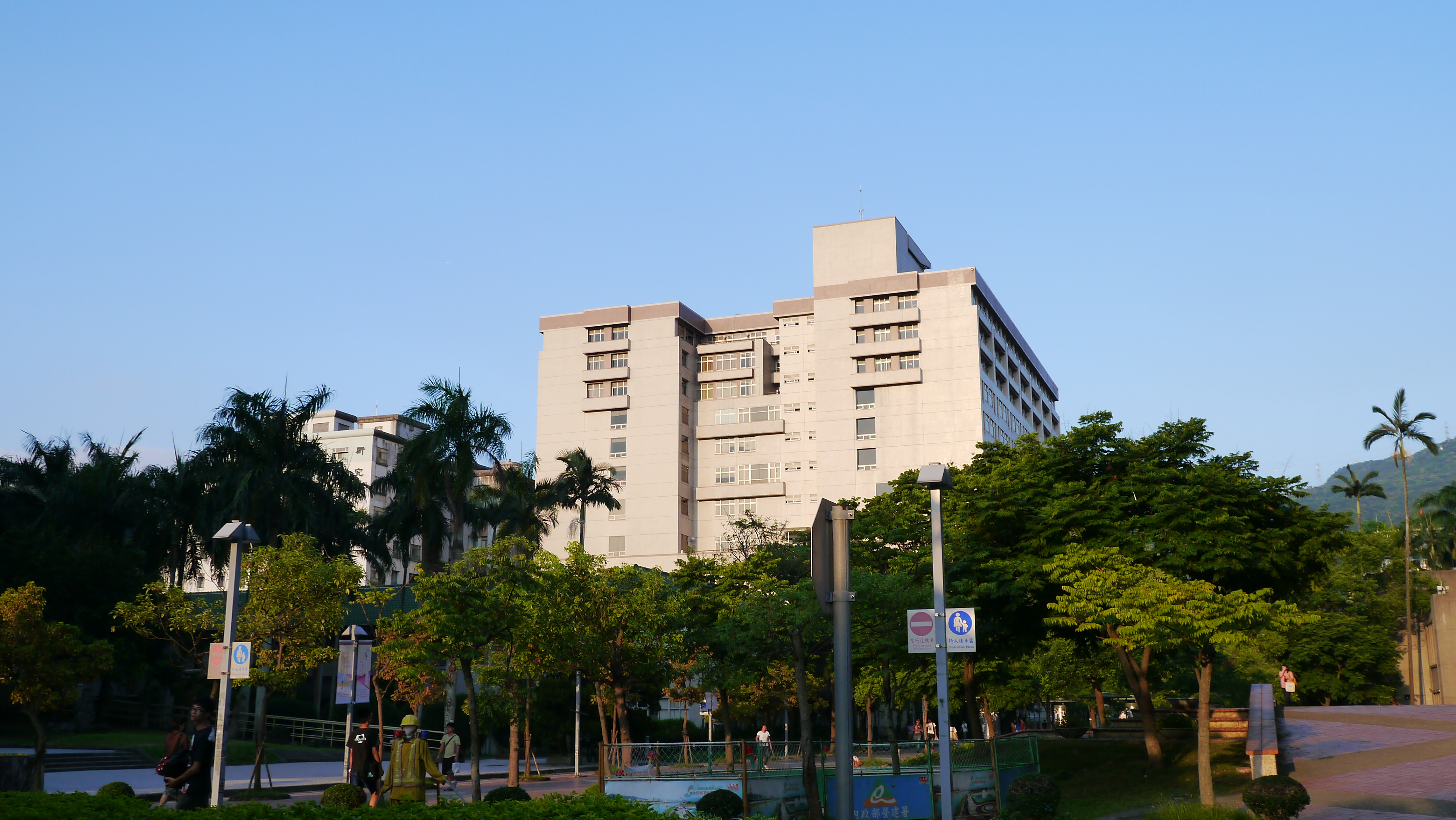
政治大学商学部
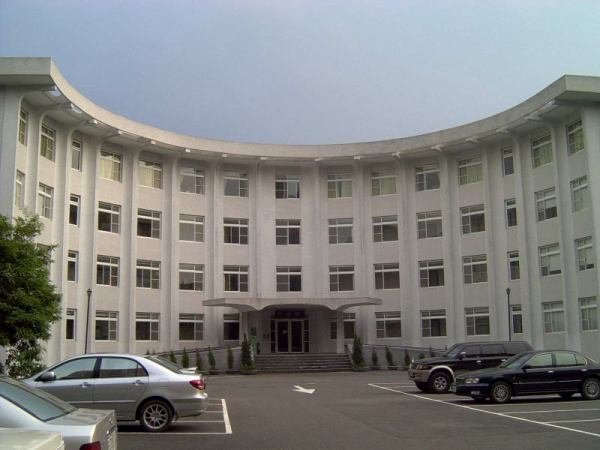
政治大学教育学部
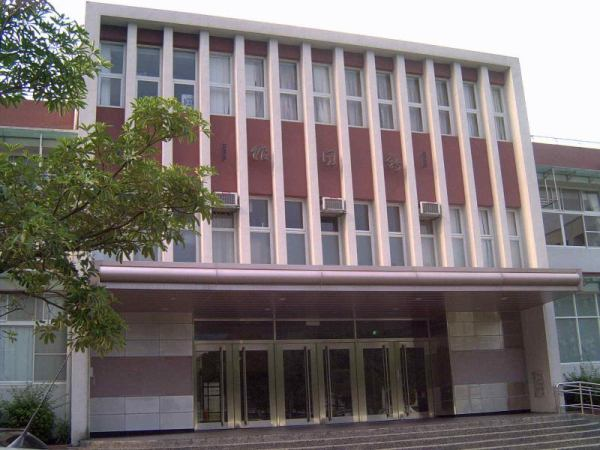
政治大学コミュニケーション学部
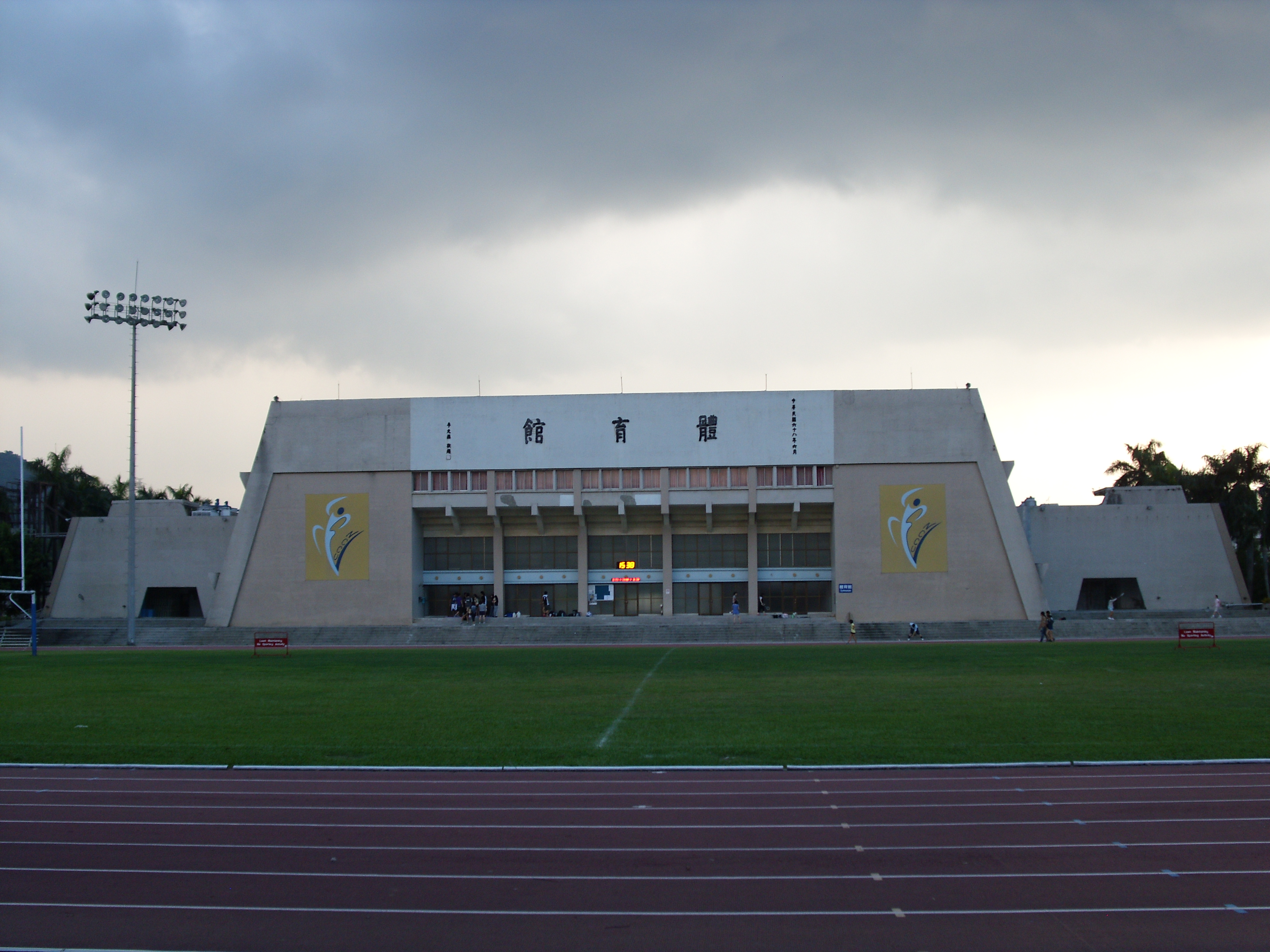
スポーツセンター
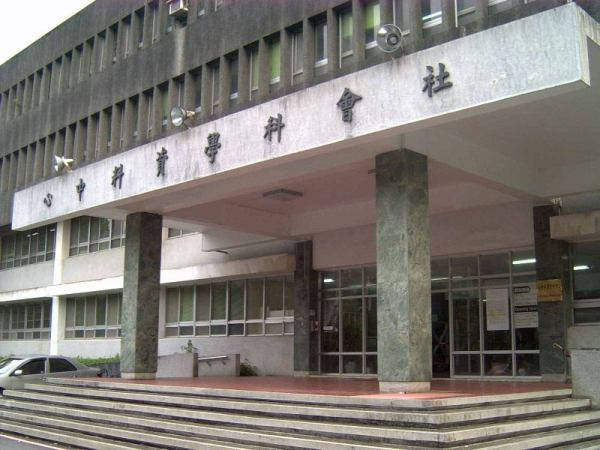
社会科学データアーカイブセンター
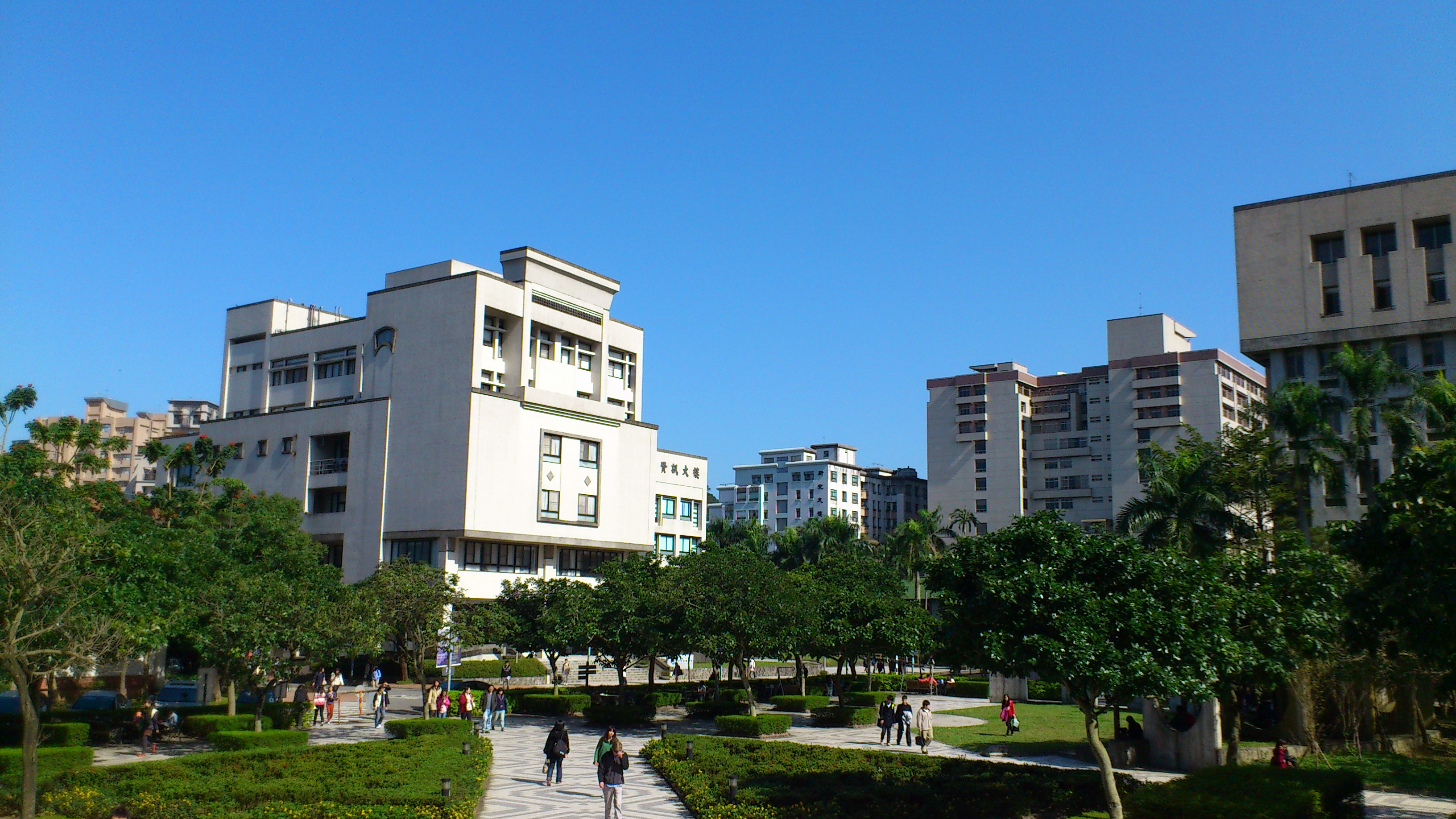
コンピュータセンター
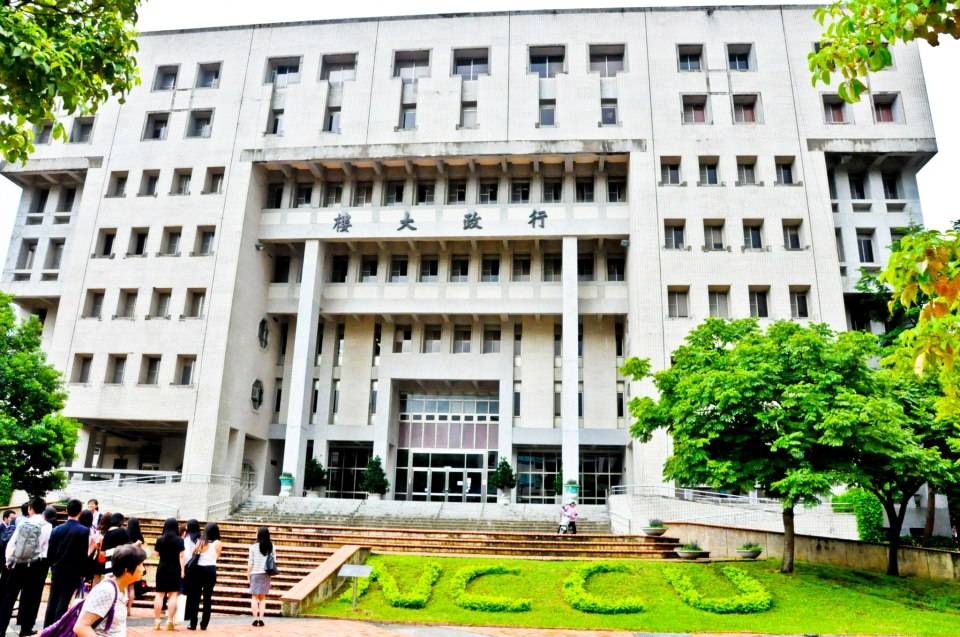
政治大学管理ビル

## 附属学校
| スクール                  | アドレス                       |
| ------------------------- | ------------------------------ |
| 附属高等学校 (中高一貫校) | 11656台北市文山区政大1街353番  |
| 附属小学校                | 11651台北市文山区指南路3段12番 |
| 附属幼児園                | 11651台北市文山区指南路2段66番 |

## 沿革
| 年     | 月日     | 事跡                                                                                             |
| ------ | -------- | ------------------------------------------------------------------------------------------------ |
| 1955年 | 7月13日  | 国立政治大学が設立 教育学系、政治学系、新聞学系、外交学系、辺政学系を設置、100名の学生募集を行う |
| 1957年 | 11月13日 | 文学院、法学院、商学院の3学院、14系の組織への改編が決定                                          |
| 1960年 | 2月18日  | 付属実験学校として小学部が開校                                                                   |
| 1960年 | 5月5日   | 夜間部を設置                                                                                     |
| 1964年 | 9月30日  | 実習放送局政大之声が放送開始                                                                     |
| 1977年 | 9月15日  | 大学図書館中正図書館が開館                                                                       |
| 1989年 | 8月1日   | 外国語文学部とコミュニケーション学部を設置                                                       |
| 1992年 | 8月1日   | 空中行政専科進修補習学校の業務内容を国立空中大学へ移管                                           |
| 1993年 | 8月1日   | 社会科学部を設置と法学部を独立                                                                   |
| 2000年 | 8月1日   | 国際事務学部を設置                                                                               |
| 2002年 | 8月1日   | 教育学部を設置                                                                                   |
| 2018年 | 8月1日   | 国際イノベーション学部を設置                                                                     |

## 組織
現在は10学院（学部及び研究科）・36学士課程・77修士課程（14社会人対象・6英語授業）・39博士課程・13研究センターを擁し、1.5万人を越える学生が通う校である。
| | | |
| 文学部 - 中国文学科 - 歴史学科 - 哲学科 - 図書情報学研究科 - 宗教研究科 - 中国語教学研究科 - 対外中国語教学研究科 - 台湾史研究科 - 台湾文学研究科 - 中国語教学センター 理学部 - 応用数学科 - 心理学科 - 情報科学科 - 神経科学研究科 - 応用物理研究科 - DCT プログラム - MPCG プログラム 法学部 - 法律学科 - 法律科学整合研究科 - LLM プログラム 商学部 - 国際貿易学科 - 金融学科 - 会計学科 - 統計学科 - 企業管理学科 - 情報管理学科 - 財務管理学科 - リスクマネジメントと保険学科 - テクノロジーと知的財産研究科 - MBA プログラム - EMBA プログラム - IMBA プログラム コミュニケーション学部 - 新聞学科 - 広告学科 - テレビ放送学科 - EMA プログラム - CCUDP プログラム - IMICS プログラム - DCT プログラム - 政大之声（実習放送局） | 社会科学部 - 政治学科 - 社会学科 - 財政学科 - 公共行政学科 - 地政学科 - 経済学科 - 民族学科 - 労働問題研究科 - 国家発展研究科 - 社会福祉研究科 - MEPA プログラム - IMES プログラム - IMAS プログラム - IMDS プログラム 外国語文学部 - 英語文学科 - ヨーロッパ語文学科 - スラヴ語文学科 - アラビア語文学科 - トルコ語文学科 - 日本語文学科 - 韓国語文学科 - 言語学研究科 - 東南アジアプログラム - 中東と中央アジア研究プログラム - ETMA プログラム - 外国語センター - 韓国文化教育センター - 東南アジアセンター - アラビアセンター 国際事務学部 - 外交学科 - 東アジア研究科 - ロシア研究科 - 国際戦略プログラム - 国家安全プログラム - 日本研究修士学位プログラム - 日本研究博士学位プログラム - IMPIS プログラム - 中東と中央アジア研究プログラム 教育学部 - 教育学科 - 幼児教育研究科 - 教育行政政策研究科 - MPCG プログラム - MESA プログラム | 国際イノベーション学部 - グローバルガバナンスプログラム 研究センター - 国際関係研究センター - 選挙研究センター - 創造力イノベーション研究センター - 台湾研究センター - 人文センター - 心と脳 認知科学センター - 台湾原住民族研究センター - 華人宗教研究センター - 人工知能領域横断研究センター - 高等教育深耕 - 注目分野研究センター - 中国文化メタバース研究センター - 台湾政治経済交流研究センター - 企業サステナビリティ・マネジメント研究センター 教育センター - 公共行政とビジネス教育センター - 中国語教育と試験研究センター - 校長教育センター - 教師教育センター |

### 歴代学長
| 代     | 氏名   | 任期            |
| ------ | ------ | --------------- |
| 第4代  | 陳大斉 | 1954年 - 1959年 |
| 第5代  | 劉季洪 | 1959年 - 1973年 |
| 第6代  | 李元簇 | 1973年 - 1977年 |
| 第7代  | 欧陽勛 | 1977年 - 1986年 |
| 第8代  | 陳治世 | 1986年 - 1989年 |
| 第9代  | 張京育 | 1989年 - 1994年 |
| 第10代 | 鄭丁旺 | 1994年 - 2000年 |
| 第11代 | 鄭瑞城 | 2000年 - 2006年 |
| 第12代 | 呉思華 | 2006年 - 2014年 |
| 第13代 | 周行一 | 2014年 - 2018年 |
| 第14代 | 郭明政 | 2018年 - 2022年 |
| 第15代 | 李蔡彥 | 2022年 -        |

## 同窓会組織

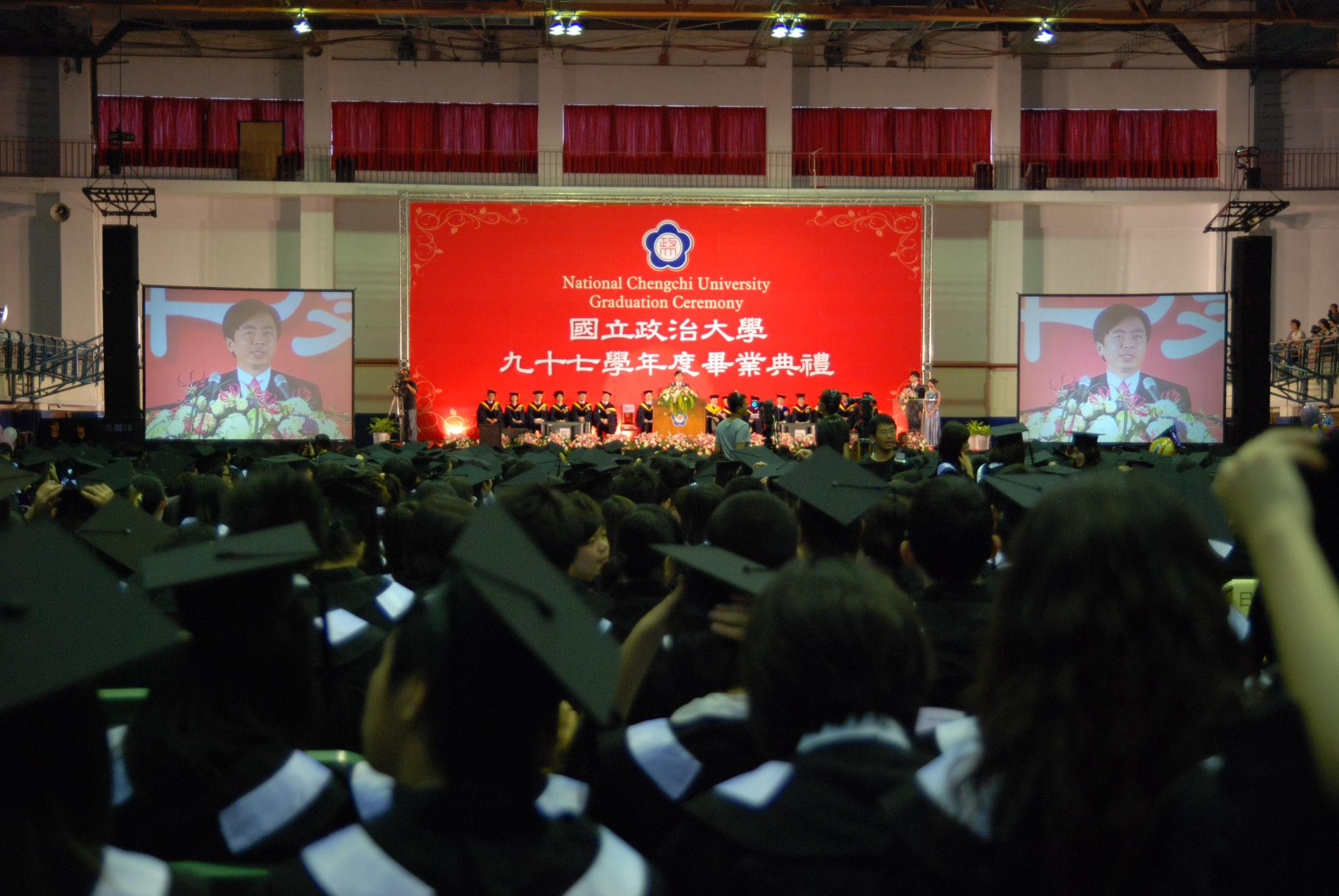
政治大学卒業式

国立政治大学同窓会ネットワーク一覧表
| - 台湾 | - 韓国 - シンガポール - 日本 - タイ - マレーシア 中華人民共和国 - 香港 - 澳門 - インドネシア - オーストラリア | - カナダ - アメリカ合衆国 - ブラジル - イギリス - フランス - ベルギー - オランダ - ルクセンブルク |

## 大学ランキング
- QS世界大学ランキング：第601−610位（2025年）[5]
- THE世界大学ランキング：第1201−1500位（2025年）[6]
- THE世界大学ランキング（芸術・人文分野）：第501-600位（2025年）[6]
- USニュース：ベストグローバル大学：1893位（2025年）[7]
- ARWU 世界大学学術ランキング：第301-400位[8]
- CWUR世界大学ランキング：第1413位（2025年）[9]

## 国際認証
国立政治大学の外部認証機関による学校認証は、以下の通り。
Association to Advance Collegiate Schools of Business
- 2006年
- 2012年 （再認証）

European Quality Improvement System
- 2010年
- 2013年 （再認証）

国際関係大学院協会
- 正規会員

Eduniversal
- 5 Palmes of Excellence - Universal Business School.

## アカデミア交流
アカデミア・ネットワーク地域一覧表
| - 韓国 - 中華人民共和国 - 中国大陸 - 香港 - 澳門 - マレーシア - ベトナム - インド - インドネシア - シンガポール - 日本 - タイ - フィリピン - ウズベキスタン - イスラエル - ヨルダン - モンゴル - カザフスタン - トルコ - バーレーン | - ニュージーランド - オーストラリア | - ロシア - ウクライナ - スウェーデン - スイス - リトアニア - ギリシャ - ルーマニア - イタリア - フィンランド - イギリス - オランダ - ポルトガル - スペイン - アイスランド - リヒテンシュタイン - ハンガリー - オーストリア - ドイツ - アイルランド - エストニア - ノルウェー - チェコ - スロベニア - バチカン - ベルギー - フランス - ポーランド - デンマーク | - 南アフリカ共和国 - ブルキナファソ - モロッコ | - アメリカ合衆国 - コロンビア - カナダ - ペルー - エクアドル - コスタリカ - メキシコ - ベネズエラ - ホンジュラス - ブラジル - パナマ - チリ - グアテマラ - ニカラグア |